# Династія Шунга
Дина́стія Шунга (гінді शुंग राजवंश) — династія, що правила північно-східною Індією після повалення імперії Маур'їв. Правління цієї династії тривало 112 років. Тривалий час протидіяли загарбницьким походам Індо-грецького царства, а також сакам. Була повалена Васудевою у 75 році до н. е., який заснував династію Канва.

## Історія
Засновником династії став брахман й міністр Пуш'ямітра Шунга, який у 185 році до н. е. внаслідок заколоту проти Бріхадратхи з династії Маур'їв. Проте не вдалося зберегти усю територію колишньої імперії. Шунги стикнулися з походами греків (індійці називали їх яванами) на чолі із Деметрієм I та Менандром I, які намагалися підкорити долину річки Ганг.
Переважно володіння обмежували територією колишньої Маґадги, проте й тут Шунги зазнавала нападів з боку магараджей Калінги. Спочатку вдалося відбити наступ, проте атаки з багатьох боків спричинило послаблення держави. Об'єднаним силам яванів та Калінги навіть вдалося захопити столицю Паталіпутру. Втім з часом вдалося стабілізувати ситуацію, зокрема налагодити дружні стосунки з Індо-грецьким царством за володарювання магараджи Бґагабхадри.
З часом династія все більше послаблювалася внаслідок зовнішніх конфлікт та внутрішніх заворушень, авторитет магараджей знизився. Цим скористався міністр Васудева, який підступно вбив Девабхуті Шунгу у 75 році до н. е. Династію Шунга змінила династія Канва.

## Релігійна політика
Представники цієї династії сповідували ортодоксальний брахманізм. Тому починаючи з правління першого Шунги розпочалося переслідування буддистів. Втім з часом, по мірі послаблення династії Шунга, буддисти відновили свій вплив, особливо у віддалених провінціях.

## Культура
Володарі династії були покровителями архітектури, науки та літератури. за їх правління розвивалася література на санскриті. Водночас скульптура та архітектура відчула вплив індо-греків, з якими в середині існування династії Шунги, встановилися мирні торговельні та культурні стосунки.

## Магараджи Шунга
- Пуш'ямітра (187—151 до н. е.)
- Агнімітра (151—141 до н. е.)
- Васуджиєштха (141—131 до н. е.)
- Васумітра (131—124 до н. е.)
- Андґарака (124—122 до н. е.)
- Пуліндака (122—119 до н. е.)
- Гхоша (119 до н. е.—д/н)
- Ваджрамітра (д/н)
- Бґагабхадра (д/н—83 до н. е.)
- Девабхуті (83-73 до н. е.)